# Came the Dawn

Came the Dawn  est un film américain de Arch Heath sorti en 1928.

## Fiche technique
- Titre : Came the Dawn
- Réalisation : Arch Heath
- Montage : Richard C. Currier
- Photographie : George Stevens
- Directeur de la production : Leo McCarey
- Producteur : Hal Roach
- Société de production : Hal Roach Studios
- Société de distribution : Metro-Goldwyn-Mayer (MGM)
- Pays d’origine :  États-Unis
- Langue : Anglais
- Format : 1.33 : 1, 35 mm, noir et blanc
- Durée : 17 minutes
- Date de sortie : 3 mars 1928

## Distribution
- Max Davidson
- Gene Morgan
- Polly Moran
- Viola Richard
- Charles Dorety
- Spec O'Donnell

Reste de la distribution non créditée :
- Edgar Dearing :
- Charlie Hall :